# Celastrus alnifolius
Celastrus alnifolius är en benvedsväxtart som beskrevs av David Don. Celastrus alnifolius ingår i släktet Celastrus och familjen Celastraceae. Inga underarter finns listade.